# اتللو کولانجلی
اتللو کولانجلی (ایتالیایی: Otello Colangeli؛ ‏ ۲۰ دسامبر ۱۹۱۲ – ۶ ژانویه ۱۹۸۸) تدوین‌گر اهل ایتالیا بود.
از فیلم‌هایی که وی در آن‌ها نقش داشته است، می‌توان به قاتل پشت خط است، به خانواده قربانیان اطلاع داده نخواهد شد، مشاور، حکایت‌های عاشقانه، چه زیباست برناردا، سراپا شبدیز، سراپا پرحرارت، دکامرون شماره ۴ – حکایت‌های دلکش بوکاچو، التهاب در حومه شهر، دوشیزه‌ای در خانواده، دختر روستایی زیبا، زنان سیری‌ناپذیر، به‌خاطر تو مرتکب گناه شده‌ام، جایی در جهنم به تو خواهم داد، عشق بدوی، چهار مرتبه آن شب، دلیریوم، حقیقت بنابر نظر شیطان، ولکان، پسر ژوپیتر، گلادیاتور شکست‌ناپذیر، ترانه بهار، عاشقان پیشین، میهمان یک‌شبه، مغول‌ها، خون‌آشام اپرا، ناپل همیشه ناپل است و عقاب سیاه اشاره نمود.